# Carter (Oklahoma)
Pour les articles homonymes, voir Carter.
Carter est une ville du comté de Beckham, dans l'État d'Oklahoma, aux États-Unis,. En 2010, elle compte une population de 251 habitants.

## Démographie
Lors du recensement de 2010, la ville comptait une population de 256 habitants, tandis qu'en 2019, elle est estimée à 251 habitants.